# Haruko
Haruko (jap. はるこ, ハルコ) – żeńskie imię japońskie.

## Możliwa pisownia
Haruko można zapisać, używając wielu różnych znaków kanji i może znaczyć m.in.:
- 春子, „wiosna, dziecko”[1]
- 治子, „rządzić, dziecko”
- 晴子

## Znane osoby
- Haruko Arimura (治子), japońska polityk
- Haruko Momoi (はるこ), japońska aktorka
- Haruko Okamoto (治子), japońska łyżwiarka figurowa
- Haruko Sagara (晴子), japońska aktorka
- Haruko Sugimura (春子), japońska aktorka
- Haruko Tachiiri (ハルコ), japońska mangaka

## Fikcyjne postacie
- Haruko Akagi (晴子), bohaterka serii Slam Dunk
- Haruko Ashiya (晴子), bohaterka mangi i anime Strawberry Egg
- Haruko Haruhara (ハル子), bohaterka serii FLCL
- Haruko Maeda (春子), bohaterka mangi i anime Bunny Drop
- Haruko Mikogami, bohaterka mangi i anime Sky Girls
- Haruko Shidō (晴子), bohaterka mangi i anime Onegai Twins